# Ремигий Осерский
Реми́гий Осе́рский (лат. Remigius Autissiodorensis) — французский богослов, филолог («грамматик»), литератор и просветитель второй половины IX века. Монах-бенедиктинец.

## Очерк жизни и творчества
Ученик Эрика Осерского и, возможно, Лупа Сервата (лат. Lupus Servatus). В 861—883 годах жил в аббатстве Сен-Жермен в Осере, возглавлял монастырскую школу аббатства с 876 года. В 883 году (по другим сведениям, в 893 году) был направлен в Реймс с целью реорганизации церковного образования; сблизился там с Хукбальдом Сент-Аманским. Около 900 г. преподавал «диалектику» (логику) и «музыку» (то есть теорию музыки) в Париже; среди его парижских учеников был Одо Клюнийский.
Творческое наследие Ремигия обширно. Он — автор нескольких богословских трудов, в том числе библейских комментариев и литургического исследования мессы (которое иногда приписывается Алкуину). Наряду с этим Ремигий активно изучал античное (в том числе и особенно позднеантичное) «языческое» наследие для внедрения его в дидактическую практику. Он оставил комментарии на позднеантичные латинские грамматики Доната и Присциана, на стихи Ювенала и Катона. Наибольшую историческую ценность представляет его обширный комментарий на энциклопедию «О бракосочетании Филологии и Меркурия» позднеантичного писателя Марциана Капеллы.
Основную цель своего комментария Ремигий видел в объяснении «непонятных слов», в том числе, уникальных грецизмов и других неологизмов, которыми изобилует труд Марциана. Комментарий Ремигия к книгам Марциана сравнивается по масштабу с оригиналом, а в некоторых случаях (как комментарий к IX книге, посвящённой музыке) даже превосходит по объёму оригинал. В толковании loca obscura Ремигий использует реалии своего времени, впрочем, не углубляясь в технические подробности. Так в его комментарии появляется ценное сравнение пения готов и германцев. С помощью знаков современной ему невменной нотации Ремигий стремится разъяснить диастемологию (учение о музыкальных интервалах) Марциана, например, грецизмы anesis и paracterica.

## Сочинения
- Remigii Autissiodorensis in Artem Donati minorem commentum. Leipzig, 1902
- Commentum in Donati Artem maiorem, ed. H. Hagen // Anecdota Helvetica (Grammatici Latini 8). Leipzig: Teubner, 1870, p. 219-74.
- Remigii Autissiodorensis Commentum in Martianum Capellam, ed. Cora Lutz. 2 vl. Leiden, 1962, 1965.